# گرن تورینو
گرن تورینو (به انگلیسی: Gran Torino) یک فیلم درام آمریکایی محصول ۲۰۰۸، به بازیگری، تهیه‌کنندگی و کارگردانی کلینت ایستوود است. این فیلم با نقدهای بسیار خوبی از سوی منتقدین و مردم مواجه شده و در گیشه نیز نسبت به هزینه کم خود فروش بالایی داشته‌است. اسکات ایستوود پسر کلینت ایستوود در سکانسی کوتاه از این فیلم ایفای نقش کرده‌است.
این فیلم در هایلند پارک در میشیگان ساخته شده و اولین فیلم جریان اصلی آمریکایی است که در آن مهاجران همونگ حضور دارند. بسیاری از پناهجویان جنگ داخلی لائوس پس از تسخیر کمونیست‌ها در ۱۹۷۵ در آمریکا اسکان داده‌شدند.

## داستان
والت کوالسکی، کهنه سرباز اخمو و متعصب جنگ کره و کارگر بازنشسته کارخانه فورد، به علت مرگ همسرش بعد از ۵۰ سال زندگی مشترک، تنها می‌شود. در سابق، محله قدیمی او در هایلند پارک مترودیترویت پر از خانواده‌های سفیدپوست از طبقه کارگر جامعه بود ولی اکنون تبدیل به محله ای سرشار از مهاجران فقیر و گروه‌های خشن اهل جنوب شرقی آسیا شده‌است که همسایه مجاور او، خانواده وانگ لر یکی از آنها هستند. والت دیگر هیچ احساس عاطفه ای به خانواده اش ندارد، او با عصبانیت پیشنهاد پسرش برای زندگی در خانه سالمندان را رد می‌کند وبا سگ مسن خود تنها زندگی می‌کند. والت که در مصرف دخانیات سابقه زیادی دارد از سرفه کردن‌های ناگهانی که گاهی با خون همراه است، رنج می‌برد و این مشکل را از خانواده اش مخفی نگه می‌دارد. طبق تقاضای همسر فوت شده اش از پدر یانوویچ، کشیشی که سال‌ها به پیش او می‌رفت، کشیش سعی می‌کند والت را تسکین روحی دهد و او را متقاعد کند تا در پیش او اعتراف کند. علی‌رغم اینکه چند بار والت، گستاخانه با عنوان کردن اینکه او جوان و بی تجربه است، کشیش را خود می‌راند ولی پدر یانوویچ دوباره تلاش می‌کند تا با او ارتباط برقرار کند.
هنگامی که تائو وانگ لر برای شروع فعالیت در گروه خلافکار مونگ به سردستگی پسر عموی تائو، اسپایدر، به صورت اجبار در تلاش برای سرقت اتومبیل فورد تورینو والت است، والت متوجه سرقت شده و می‌خواهد او را گیر بیندازد ولی او فرار می‌کند. حتی بعد از این تلاش ناموفق، باند خلافکار به دنبال این است تا تائو را به باند خود ملحق کند ولی والت با تفنگ ام۱ گرند خودش آنها را از آن محله دور می‌کند، والت با این کارش احترام افراد جامعه مونگ که در ان اطراف زندگی می‌کنند را به خود جلب می‌کند. به عنوان طلب بخشایش و تنبیه، مادر تائو، او را مجبور می‌کند تا برای والت کار کند و والت هم کارهای مختلفی در آن حول و حوش برای او در نظر می‌گیرد. بعد از مدتی بین این دو نفر، یک احترام دوسویه ناخواسته ای شکل می‌گیرد و والت در امور زندگی تائو را راهنمایی می‌کند و برای او شغلی در کارهای ساخت و ساز جور می‌کند و به او راهکارهای دوست یابی و نحوه برخورد با دیگران را یاد می‌دهد. والت، دختری به نام سو که خواهر تائو است، را از دست سه جوان خلافکار که ناخواسته گرفتار آنها شده‌است، نجات می‌دهد و با او هم رابطه دوستانه ای برقرار می‌کند. والت بعد از رفتن به پیش دکترش و بعد از انجام آزمایش‌های مربوطه، دکتر به او یک پیش آگهی ناخوشایندی از سلامتی جسمانی به او می‌دهد که او این خبر را از نزدیکان و خانواده اش مخفی می‌کند.
گروه خلافکار اسپایدر، همچنان به تائو فشار وارد می‌کنند و یک روز در مسیر بازگشت از سر کار، او را مورد آزار و اذیت قرار می‌دهند. والت به جلوی خانه باند خلافکار می‌رود و به عنوان هشدار، یکی از افراد آن باند را مورد ضرب و شتم قرار می‌دهد. در تلافی این کار، باند خلافکار، سو را به زور مورد آزار و اذیت قرار می‌دهند و با تیراندازی از داخل ماشین به خانه آنها، تائو را مجروح می‌کنند. افراد جامعه مونگ، ازجمله سو، به خاطر ترس از جنایت و کشتار به پلیس گزارش نمی‌دهند. روز بعد، تائوی خشمگین از والت برای انتقام گرفتن کمک می‌خواهد ولی والت او را متقاعد می‌کند در حال حاضر کاری نکند و برود تا بعد با تدبیر به بررسی اوضاع بپردازند. والت مبادرت به تهیه مقدمات شخصی می‌کند: چمن حیاط خود را کوتاه می‌کند، یکدست کت و شلوار برای خود می‌خرد به آرایشگاه می‌رود و در آخر هم به پیش پدر یانوویچ رفته و آیین اعتراف را به جا می‌آورد.
والت، تائو را به زیر زمین خانه خود می‌برد و مدال ستاره نقره‌ای خود را به او می‌دهد و به او می‌گوید که هنوز به خاطر به یاد آوردن کشتن سرباز دشمنی که قصد داشت خود را تسلیم کند گرفتار رنج و اضطراب است و نمی‌خواهد تائو به یک قاتل تبدیل شود. درب زیرزمین را برروی تائو قفل می‌کند و به سمت اقامت گاه باند خلافکار می‌رود. اعضای باند خلافکار تفنگ‌های خود را به سمت والت نشانه‌گیری می‌کنند در حالیکه والت با صدای بلند به خاطر جنایت آنها در حال ملامت کردن آنها است وبا این کار توجه همسایه‌ها را به خود جلب می‌کند. والت سیگاری در دهانش قرار می‌دهد و بعد به آهستگی دستش را به داخل جیب ژاکتش می‌برد بعد به سرعت بیرون می‌آورد مانند اینکه در حال اینکه هفت تیر کشیدن است. اعضای باند خلافکار به تصور اینکه او می‌خواهد تیراندازی کند به او شلیک می‌کنند و او را به قتل می‌رسانند. دستان والت باز می‌شود و نشان می‌دهد که در دستش فندک مارک زیپو با نشان لشکر یکم سواره نظام قرار دارد-او غیر مسلح بود و خود را فدای خانواده وانگ لر کرد. سو با راهنمایی‌هایی که قبل از حادثه توسط والت از طریق تلفن دریافت کرده بود، مبادرت به رهاسازی تائو از زیر زمین می‌کند و هردو به سمت صحنه حادثه می‌روند.
یک افسر پلیس به سو و تائو می‌گوید که اعضای باند خلافکار به جرم قتل دستگیر شده‌اند و همسایه‌ها همگی شاهد حادثه بوده‌اند. پدر یانوویچ مراسم تشییع جنازه والت را برگزار می‌کند که با حضور خانواده والت و تعداد زیادی از افراد جامعه مونگ می‌باشد، که همین امر باعت حیرت خانواده والت می‌شود. بعد از مراسم، وصیت‌نامه والت خوانده می‌شود. در کمال حیرت خانواده والت، او در وصیت نامه خانه اش را به کلیسا اهداء کرده و ماشین گرن تورینو محبوبش را به تائو بخشیده‌است به شرطی که تائو هیچ تغییری روی ماشین انجام ندهد. در سکانس آخر فیلم، تائو در جاده جفرسون دیترویت با ماشین گرن تورینوی والت در حال رانندگی است در حالیکه دیزی هم در کنارش قرار دارد.

## جوائز
این فیلم برنده جوایزی از جمله جایزه سزار بهترین فیلم خارجی و جایزه دیوید دی دوناتلو بهترین فیلم خارجی شده‌است.